# Hipernova

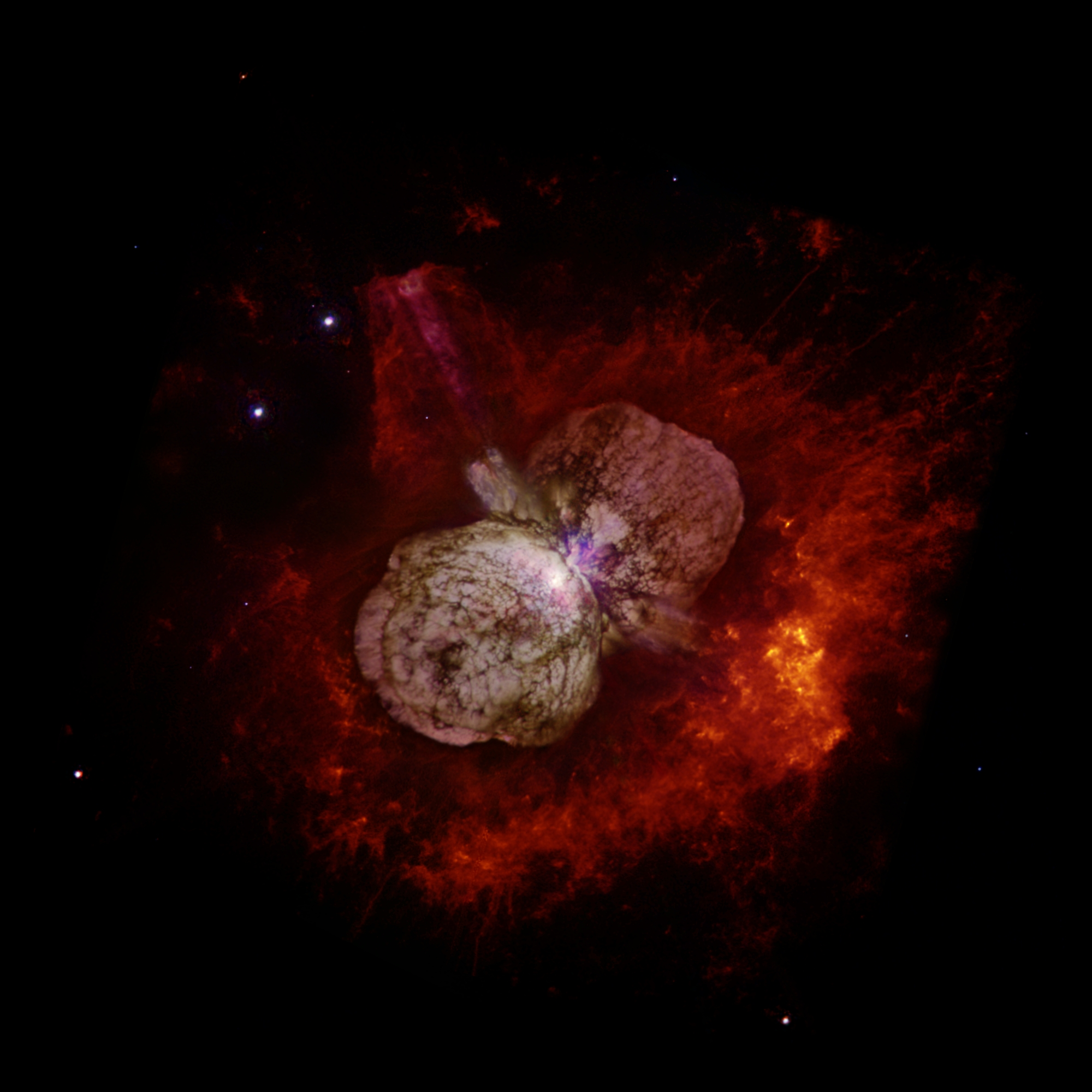
Eta Carinae, en la constel·lació de la Quilla, és una de les candidates més properes a futura hipernova

Una hipernova és un tipus teòric de supernova que es produiria en una estrella excepcionalment gran que es col·lapsaria al final de la seva vida. Fins al 1990, es referia específicament a una explosió amb una energia al voltant de 100 supernoves (1046 joules); aquestes explosions, es pensa que són l'origen de l'esclat de raigs gamma de llarga duració. El terme hipernova fou encunyat per Stanford E. Woosley.
Després del 1990, el terme s'usà per a descriure les supernoves de les estrelles més massives, les hipergegants, amb masses de 100 a 200 vegades la massa del Sol. La desintegració del 56Ni, un isòtop del níquel de vida curta, es pensa que proveiria de la major part de la llum de la hipernova.
La radiació sortint d'una hipernova propera podria causar danys seriosos a la Terra, tot i que no s'han trobat hipergegants prou properes a la Terra. Un grup dirigit per l'astrofísic Brian Thomas, de la Washburn University de Kansas, ha teoritzat la possibilitat que una hipernova hagués causat l'extinció massiva de l'Ordovicià-Silurià a la Terra fa 440 milions d'anys, tot i que no n'hi ha cap prova irrefutable.
La paraula col·lapsar, de l'anglès collapsed star, es va usar en un principi per a referir-se al producte final del col·lapse gravitacional d'una estrella, un forat negre estel·lar. La paraula s'usa ara a vegades per a referir-se a un model específic de col·lapse d'una estrella de rotació ràpida.

## Col·lapse estel·lar
El nucli d'una hipernova es col·lapsa directament en un forat negre, i dos jets extremadament energètics de plasma s'emeten des dels seus pols de rotació a una velocitat propera a la de la llum. Aquests jets emeten raigs gamma intensament i són una possible explicació dels anomenats esclats de raigs gamma. Les investigacions dutes a terme en els darrers anys han permès aclarir que el model de col·lapse produeix explosions que només difereixen en detalls de les supernoves ordinàries. Això no obstant, es continua utilitzant el terme hipernova.
Pel fet que les estrelles prou grans per a produir un col·lapse directe a forat negre són força rares, les hipernoves serien fenòmens rars, si es produïren. S'estima que una hipernova es produiria a la nostra galàxia cada 200 milions d'anys.

## Col·lapsar
Col·lapsar s'usa actualment per a referir-se a un model hipotètic en què les estrelles de Wolf-Rayet de rotació ràpida amb nuclis massius (més gran de 30 masses solars) es col·lapsen per formar un gran forat negre giratori, atraient l'embolcall que envolta la matèria estel·lar a una velocitat relativista amb un factor de Lorentz al voltant de 150. Aquestes velocitats farien dels col·lapsadors els objectes celestes més ràpids que es coneixen. Podrien considerar-se supernoves tipus Ib fallides.
Es pensa que els col·lapsadors serien la causa dels esclats de raigs gamma llargs (> 2 segons), ja que jets fortament energètics es crearien al llarg de l'eix de rotació del forat negre, i crearien esclats de radiació d'alta energia per a un observador la línia visual del qual estigués al llarg del jet.
Un possible exemple de col·lapsador és la inusual supernova Sn1998bw, la qual s'ha associat amb l'esclat de raigs gamma GRB980425. Va ser classificada com de tipus Ic a causa de les seves propietats espectrals distintives en l'espectre de ràdio, que indiquen la presència de matèria relativista.
Un altre tipus d'hipernova seria una supernova d'inestabilitat de parells, en què SN 2006gy seria possiblement el primer exemple observat. Aquesta supernova es va observar en una galàxia a uns 240 milions d'anys llum (72 milions de parsecs) de la Terra. En una supernova d'inestabilitat de parells, l'efecte de producció de parells causa una sobtada caiguda de la pressió en el nucli de l'estrella, i porta a un col·lapse parcial ràpid, que causa un augment en temperatura i pressió, i portaria a una combustió termonuclear explosiva i a la completa explosió de l'estrella.